# گایمرسهایم
گایمرسهایم (به آلمانی: Gaimersheim) یک شهر در آلمان است که در آیشتت واقع شده‌است.

## خصوصیات
گایمرسهایم ۲۸٫۲۱ کیلومترمربع مساحت دارد ۳۸۴ متر بالاتر از سطح دریا واقع شده‌است.